# Kahve-odžak
Kahve-odžak je bio zidani kamin u kojem se pržila i pekla kahva. Nalazi se u kućama orijentalne arhitekture. Nije nužno na istom mjestu kao i ognjište.
Bosanske kavane iz osmanskih vremena bile su male prostorije. U vrhu njih bio je kahve-odžak u kojem je stalno gorila vatra u bosanskom šporetu. Kraj njega je uvijek bio kavedžija okružen džezvicama, tablama i fildžanima.